# Михалёво (Лотошинский район)
Михалёво — деревня в Лотошинском районе Московской области России.
Относится к городскому поселению Лотошино, до реформы 2006 года относилась к Михалёвскому сельскому округу. Население — 455 чел. (2010).

## География
Расположена в южной части городского поселения, примерно в 7 км к юго-западу от районного центра — посёлка городского типа Лотошино, на берегу реки Издетели. В пределах деревни река перегорожена плотиной, образуя небольшое водохранилище. В деревне две улицы — Береговая и Микрорайон. Соседние населённые пункты — деревни Натальино, Лужки и Урусово. Автобусная остановка на автодороге Р90.

## Исторические сведения
До 1924 года входила в состав Кульпинской волости 1-го стана Волоколамского уезда Московской губернии, а после её упразднения — в состав вновь образованной Раменской волости.
По сведениям 1859 года — владельческая деревня при безымянном ручье, в 42 верстах от уездного города, с 18 дворами и 144 жителями (71 мужчина и 73 женщины).
По материалам Всесоюзной переписи населения 1926 года деревня относилась к Натальинскому сельсовету, в ней проживало 339 человек (169 мужчин, 170 женщин), насчитывалось 65 хозяйств, имелась школа.

## Население
| 1852 | 1859 | 1926 | 2002 | 2006 | 2010 |
| ---- | ---- | ---- | ---- | ---- | ---- |
| 119  | ↗144 | ↗339 | ↗451 | ↗484 | ↘455 |